# Pogromen i Lviv

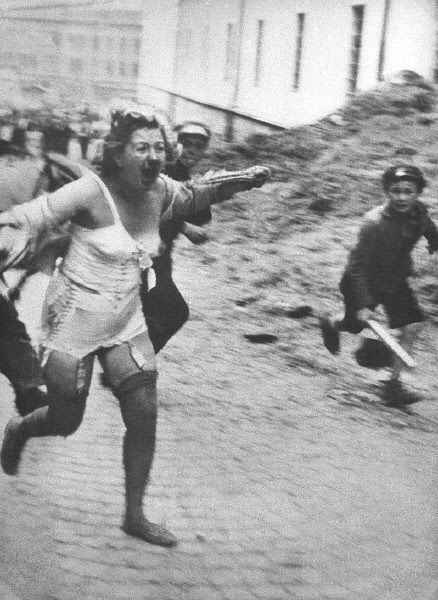
En judisk kvinna jagas.

Pogromen i Lviv ägde rum 30 juni–2 juli och 25 juni–29 juli 1941 i Lviv i nuvarande Ukraina, som då tillhörde det av Nazityskland ockuperade Polen. 
Massakern förövades av etniskt ukrainska miliser, främst Organisationen för ukrainska nationalister, tyska Einsatzgruppen och civilpersoner ur den icke-judiska stadsbefolkningen. Tusentals judar mördades under massakern. 
Staden Lviv hade en till stor del ukrainsk befolkning, men hade tillfallit Polen efter första världskriget 1923. Efter andra världskrigets utbrott 1939 hade Lviv tillhört den del av östra Polen som ockuperats av Sovjetunionen. Staden hade vid den tidpunkten fått ta emot många judiska flyktingar från den del av västra Polen som ockuperades av Nazityskland. När Nazityskland inledde sitt anfall på Sovjetunionen, Operation Barbarossa, ockuperades Lviv av tyska styrkor den 30 juni 1941. Tyskarna välkomnades av lokala ukrainska miliser, som ställde sig på deras sida. 
Antisemitismen var stark i Lviv även före kriget. När staden ockuperades upptäcktes liken efter tusentals politiska fångar som sovjetiska NKVD hade mördat i fängelserna, innan de gav sig av. Detta väckte vrede i staden, hos både tyskar och lokala antisemiter, som skyllde dådet på judarna. Tyska Einsatzgruppen inledde samma dag en massaker i enlighet med Förintelsens policy. Samtidigt deltog även ukrainska nationalistmiliser och lokala antisemiter. 
Omständigheterna kring pogromen i Lviv är inte helt klarlagda och har varit föremål för debatter. 